# Barbosa (Santander)
Pour les articles homonymes, voir Barbosa.
Barbosa est une municipalité située dans le département de Santander en Colombie.